# George Baker (músico)

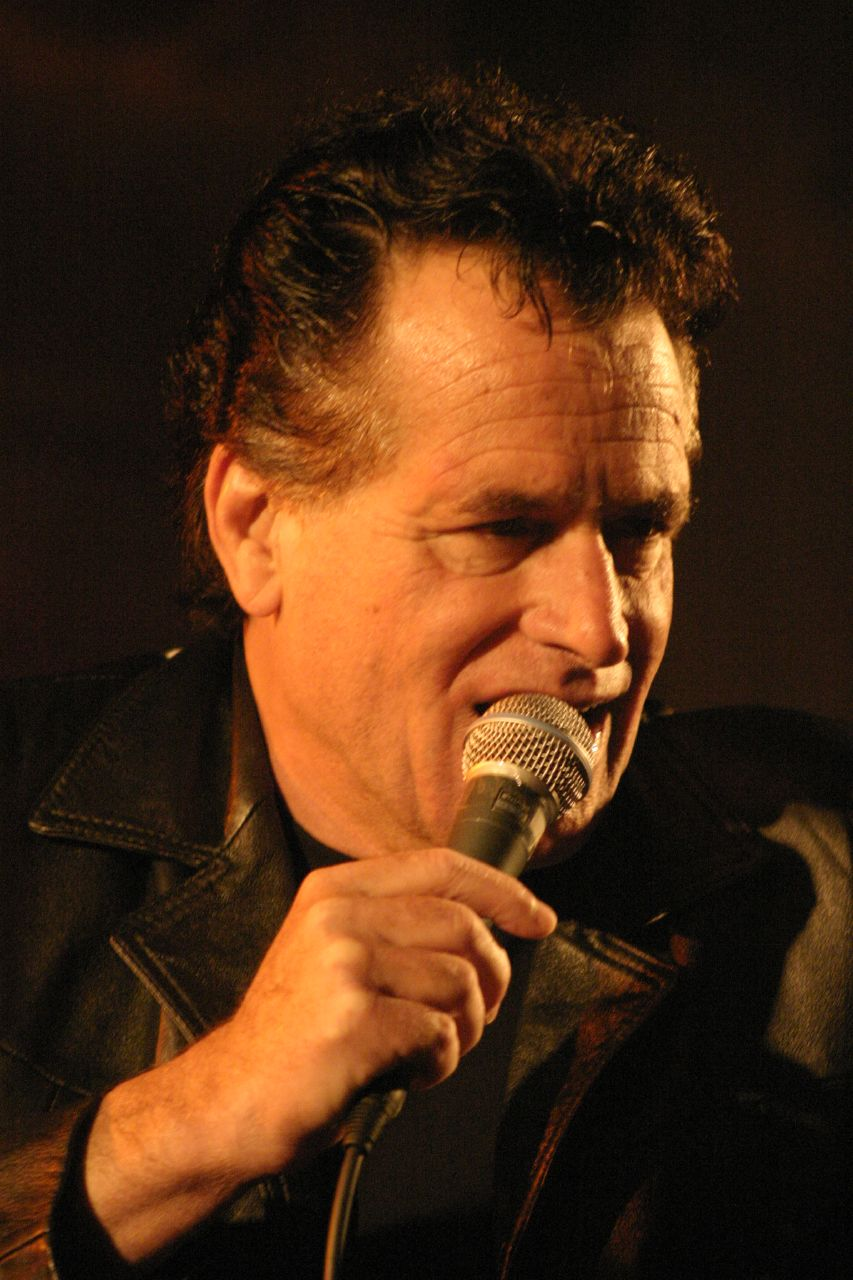

George Baker (8 de dezembro de 1944) é um cantor e compositor neerlandês.
Ficou conhecido pelo seu sucesso mundial "Paloma Blanca" (1975) que interpretou na banda George Baker Selection.

## Discografia

### Álbuns de George Baker Selection
| Ano  | Álbum                     | Chart Positions | Chart Positions |
| Ano  | Álbum                     | US              | CAN             |
| ---- | ------------------------- | --------------- | --------------- |
| 1970 | Little Green Bag          | 107             | —               |
| 1970 | Love in the World         | —               | —               |
| 1972 | Now                       | —               | —               |
| 1974 | Hot Baker                 | —               | —               |
| 1975 | Paloma Blanca             | 153             | 50              |
| 1975 | A Song for You            | —               | —               |
| 1976 | River Song                | —               | —               |
| 1976 | So Lang die Sonne Scheint | —               | —               |
| 1977 | Summer Melody             | —               | —               |
| 1983 | Paradise Island           | —               | —               |
| 1985 | Santa Lucia by Night      | —               | —               |
| 1987 | Viva America              | —               | —               |
| 1988 | From Russia with Love     | —               | —               |

### Álbuns de George Baker
| Year | Álbum                          |
| ---- | ------------------------------ |
| 1978 | In Your Heart                  |
| 1978 | Another Lonely Christmas Night |
| 1979 | Sing for the Day               |
| 1980 | Wild Flower                    |
| 1981 | The Winds of Time              |
| 1989 | Dreamboat                      |
| 1991 | Love in Your Heart             |
| 1993 | Memories                       |
| 2000 | Flashback                      |
| 2009 | Lonely Boy                     |

### Singles
| Ano  | Single             | Top positions | Top positions | Top positions | Top positions | Top positions | Top positions | Top positions | Top positions | Álbum            |
| Ano  | Single             | US            | US AC         | US Country    | CAN           | CAN AC        | CAN Country   | NL            | AU            | Álbum            |
| ---- | ------------------ | ------------- | ------------- | ------------- | ------------- | ------------- | ------------- | ------------- | ------------- | ---------------- |
| 1969 | "Little Green Bag" | 21            | —             | —             | 16            | —             | —             | 9             | 12            | Little Green Bag |
| 1970 | "Dear Ann"         | 93            | —             | —             | —             | —             | —             | 2             | 37            | Little Green Bag |
| 1970 | "I Wanna Love You" | 103           | —             | —             | —             | —             | —             | —             | —             | Little Green Bag |
| 1974 | "Baby Blue"        | —             | —             | —             | —             | —             | —             | 8             | 29            | Hot Baker        |
| 1975 | "Paloma Blanca"    | 26            | 1             | 33            | 10            | 1             | 36            | 1             | 2             | Paloma Blanca    |
| 1975 | "Rose Marie"       | —             | —             | —             | —             | —             | —             | —             | 35            | Paloma Blanca    |
| 1976 | "Rosita"           | —             | —             | —             | —             | —             | —             | —             | 98            | In Your Heart    |